# Fritz Weitzel
Fritz Weitzel (ur. 27 kwietnia 1904 we Frankfurcie nad Menem, zm. 19 czerwca 1940) – niemiecki SS-Obergruppenführer.
W 1925 roku wstąpił do NSDAP, a rok później do SS. W 1930 roku został mianowany szefem SS na terenie Nadrenii oraz Zagłębia Ruhry, zaś w 1933 objął stanowisko Polizeipräsident miasta Düsseldorf.
W 1939 roku napisał książkę na temat obyczajów panujących w szeregach SS, w tym m.in. o obchodach ślubów oraz innych ceremonii, w których uczestniczą członkowie SS.
Wraz z inwazją Niemiec na Norwegię i jej kapitulacją w kwietniu 1940 roku Weitzel został mianowany szefem policji w Oslo. Funkcji tej nie pełnił jednak długo, zmarł w nalocie bombowym 19 czerwca 1940 podczas odwiedzin swojego domu w Düsseldorfie. Miał 36 lat.